# Psoromella
Psoromella is een monotypisch geslacht van korstmossen dat behoort tot orde Leconarales. De familie is nog niet eenduidig vastgelegd (incertae sedis). Het bevat alleen de soort Psoromella pampana.